# دنیل لوگان
دنیل لوگان (انگلیسی: Daniel Logan؛ زادهٔ ۶ ژوئن ۱۹۸۷) بازیگر آمریکایی زادهٔ نیوزیلند است. او از سال ۱۹۹۰ میلادی تاکنون مشغول فعالیت بوده‌است. او برای بازی در نقش جوانی بوبا فت در جنگ ستارگان: قسمت دوم – حمله کلون‌ها (۲۰۰۲) شناخته شده که در ۱۵ سالگی برایش نامزد دریافت جایزهٔ هنرمند جوان در رشتهٔ بهترین اجرای نقش مکمل شد. لوگان همچنین صداپیشگی فت را در مجموعهٔ انیمیشن جنگ ستارگان: جنگ‌های کلون بر عهده داشت.